# El sastre de Gloucester
El sastre de Gloucester ('The Tailor of Gloucester) es un cuento infantil escrito por la novelista británica Beatrix Potter y fue publicado por primera vez en 1903 en formato de álbum ilustrado. En el Reino Unido es tradicional la lectura a los niños de este cuento en la víspera de Navidad.

## Sinopsis
Este libro cuenta la historia de un pobre sastre, su gato y los ratones que viven en su vieja tienda. Mientras trabaja confeccionando prendas en su taller, va desechando muchos trozos de tela y forros que no puede utilizar por ser muy pequeños e inservibles. Sin embargo, los ratones cogen esos trozos de tela para hacerse finas ropas de su tamaño.
Una noche, el sastre llega a casa muy cansado y envía a su gato Simplón a comprar comida y una bobina de hilo de seda de color cereza para poder terminar el traje que le encargó el alcalde de Gloucester para su boda la mañana del día de Navidad.
Cuando Simplón se va, él libera a unos ratones, que había apresado el gato debajo de unas tazas de té para luego devorarlos. Cuando Simplón regresa y encuentra que los ratones han sido liberados, se enfada muchísimo y esconde la bobina de hilo. 
Esa misma noche el sastre cae gravemente enfermo y no puede continuar con el traje, además de no contar con más hilo. Sin embargo, los agradecidos ratones recuperan la bobina y finalizan el traje para la boda del alcalde justo antes de la mañana de Navidad. Cuando el sastre vuelve a su tienda el día de Navidad, encuentra el traje completamente acabado y se salva de la ruina.